# Marte Heggelund
Marte Heggelund (Rypefjord, 1980) è una cantante norvegese.

## Biografia
Nata e cresciuta nella Norvegia settentrionale, Marte Heggelund si è laureata in Letteratura inglese all'Università di Tromsø. Il suo oggetto di studio è stato l'ispirazione per il suo album di debutto, I Abide, uscito nel 2006 su etichetta Warner Music Norway. Il disco ha raggiunto la 36ª posizione della classifica norvegese. Due anni dopo è uscito su EMI Music il secondo album, Treason.

## Discografia

### Album in studio
- 2006 – I Abide
- 2008 – Treason

### Singoli
- 2006 – Founder of All
- 2008 – Beatles and the Stones (con Marty Wilsson-Piper)
- 2009 – Sang i natta (con Geggen Mauno)